# Nationaal park Sangay
Het nationaal park Sangay (Spaans: Parque Nacional Sangay) ligt in de Andes van Ecuador. Het park meet ongeveer 517.000 hectare. Op 26 juli 1979 werd het park opgericht, en sinds 1983 zijn ruim 271.900 hectare van het park opgenomen op de werelderfgoedlijst van UNESCO.
Het hoogste deel van het park ligt op 5319 meter, terwijl het laagste deel op 900 meter boven zeeniveau ligt. Het park is verdeeld in twee zones. In de hoge zone bevinden zich de toppen van drie vulkanen, maar ook een rijke páramo. De vulkanen zijn de 5230 meter hoge actieve Sangay waaraan het park haar naam ontleent, de eveneens actieve Tungurahua en de dode El Altar. In de lage zone gaat het landschap over in een tropisch bos.
Het park, waar meer dan 300 meren en meertjes te vinden zijn, biedt onderdak aan verschillende zeldzame dieren, zoals de tapir, de brilbeer en de andescondor. Bescherming van het dierenleven is het primaire doel van dit park, dat door de bouw van een autoweg in de jaren negentig ernstig bedreigd wordt. Over een lengte van acht kilometer loopt deze weg door het park. Het gevolg is dat het gebied rond de autoweg beschadigd wordt door nieuwe bewoning en begrazing door vee. Een andere bedreigende activiteit, namelijk de mijnbouw, is inmiddels gestopt.
- Library of Congress Control Number: sh2005004939
- Nationale Bibliotheek van Israël: 987007561510305171
- Virtual International Authority File: 315529717